# Allogalumna hungarica
Allogalumna hungarica är en kvalsterart som beskrevs av Rainer Willmann 1938. Allogalumna hungarica ingår i släktet Allogalumna och familjen Galumnidae. Inga underarter finns listade i Catalogue of Life.